# Március 0.
A március 0 egy fiktív dátum, a március 1-je előtti nap alternatív neve. E mesterséges dátum használatával kiküszöbölhető a szökőévek miatt változó hosszúságú februárra történő hivatkozás. Főként számítástechnikai szoftverek használják, mint például a Microsoft Excel.
A csillagászatban február utolsó napjával azonos.
A John Conway által megalkotott ítéletnap algoritmus (Doomsday algorithm, Doomsday rule), amelynek segítségével például fejben is ki lehet számolni, hogy egy adott dátum a hét melyik napjára esik (öröknaptár), ugyancsak alkalmazza ezt a dátumot. Ott a március 1-jét megelőző utolsó februári nap (praktikusan a március 0.) a doomsday.

## Fordítás
- Ez a szócikk részben vagy egészben  a   March 0 című angol Wikipédia-szócikk ezen változatának fordításán alapul.  Az eredeti cikk szerkesztőit annak laptörténete sorolja fel. Ez a jelzés csupán a megfogalmazás eredetét és a szerzői jogokat jelzi, nem szolgál a cikkben szereplő információk forrásmegjelöléseként.